# Segundo Alcibíades
Segundo Alcibíades (grego: Ἀλκιβιάδης βʹ) é um diálogo platônico que ocupa-se com o conhecimento. Ao contrário da discussão do Primeiro Alcibíades, desta vez Sócrates concentra-se no objeto, valor e formas de conhecimento.